# Świątniki (Piotrków)
Świątniki (pronunciación en polaco: /ɕfjɔntˈɲikʲi/) es un pueblo en el distrito administrativo de Gmina Wolbórz, dentro del Distrito de Piotrków, Voivodato de Łódź, en Polonia central. Se encuentra aproximadamente 3 km al noroeste de Wolbórz, 16 km al noreste de Piotrków Trybunalski, y 39 km al sudeste de la capital regional, Łódź.